# Canal 1 (Colombie)
Pour les articles homonymes, voir Canal 1.
Canal 1 est une chaîne de télévision généraliste colombienne de service public, faisant partie du groupe RTVC Sistema de Medios Públicos.

## Histoire

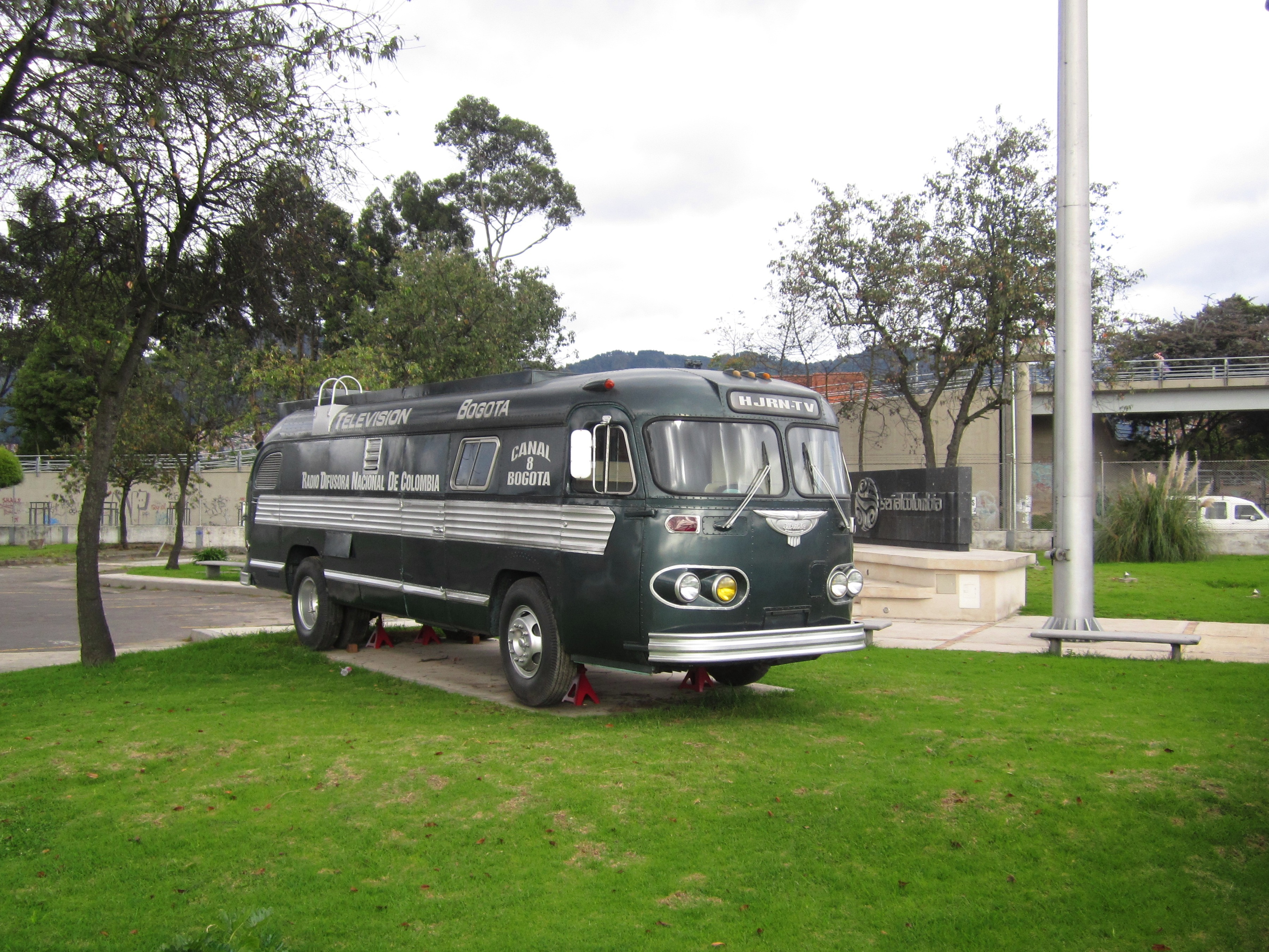
Première unité mobile utilisée par le HJRN-TV en 1954.

Le 13 juin 1954, la première chaîne de télévision en Colombie est inaugurée, ses premières émissions ont été diffusées sur le canal 8 à Bogotá et 10 à Manizales et Medellín. Par la suite, l'unique chaîne de télévision colombienne est appelée HJRN-TV et Televisora Nacional de Colombia.
Au milieu des années 1960, la fréquence du canal évolue en passant du no 8 au no 7, afin de permettre le lancement de Teletigre sur le canal 9 à Bogotá et diffusée de 1966 à 1971.
Le 1er janvier 1974, lorsque la chaîne succédant à Teletigre, Segunda Cadena, est devenue une station publique nationale, Canal Nacional de l'époque devient la « Primera Cadena». Le 1er janvier 1984, cette même chaîne est de nouveau renommée Cadena 1 et, depuis le 1er janvier 1998, elle sera connue sous son nom actuel.
Lorsque les chaînes privées, RCN Televisión et Caracol Televisión sont créées le 10 juillet 1998, après avoir obtenu leurs autorisations d'émissions en 1997, la programmation de Canal 1 est en situation de faillite en raison de ses programmateurs importants comme Tevecine qui ont eux-mêmes fait faillite et ont livré leurs espaces à la Comisión Nacional de Televisión (désormais ANTV) entre février et septembre 2000.
L'appel d'offres entre 1998 et 2003 est le plus faible en raison de l'événement précédent et de la programmation d'infopublicités sur la chaîne. En 2003, en vertu de la loi 680 de 2002, sept programmateurs font une offre pour obtenir la licence de Canal Uno (Colombiana de Televisión, NTC, Jorge Barón Television, Programa TV, Producciones Telecolombia, RTI et CM&).
En 2004, les programmateurs Intravision et Audiovisuales sont liquidés et laissent place à la RTVC, la Radio Televisión Nacional de Colombia créée pour exploiter le chaîne. En 2006, les programmes religieux et infopublicités ont augmenté leur durée d'antenne atteignant jusqu'à 5 heures quotidiennement.
En 2013, l'Autoridad Nacional de Televisión (ANTV) prévoit de réaliser un nouvel appel d'offres pour la chaîne mais en raison de problèmes de temps et d'analyse d'aspects tels que la concurrence, cet appel est retardé de 40 mois. Par conséquent, seuls CM&, Jorge Barón Television-SportSat TV et NTC-Colombiana de Televisión décident de poursuivre la programmation et le développement de nouveaux contenus, RTI et Programa choisissant d'arrêter. Plus tard, RTI avait prévu de produire du contenu pour Señal Colombia, mais étant membre de Televisa, ces plans sont suspendus
Le 3 février 2014, la chaîne est relancée à travers une nouvelle programmation, identité visuelle et slogan. Par ailleurs, elle commence à émettre en haute définition après 60 ans de diffusion.
Du 1er mai 2017 et jusqu'au 30 avril 2027, la programmation de Canal Uno est réalisée par le consortium Plural Comunicaciones SAS, à la suite d'un processus d'appel d'offres ayant abouti le 30 novembre 2016 et de sa signature subséquente du contrat avec l'ANTV le 11 janvier 2017 en tant que seul opérateur de programmation de la nouvelle chaîne. En conséquence, la chaîne apparaît sous une identité visuelle le 14 août 2017.

### Controverse
En septembre 2017, un enregistrement audio montre une journaliste de la chaine proposer de l'argent à un ancien membre de la police vénézuélienne en échange d'un faux témoignage où il accuserait ses supérieurs de corruption.

## Identité visuelle

Logo de Canal Uno de février 2014 à août 2017.
Logo de Canal 1 depuis août 2017.